# Roland Alberg
Roland Romario Alberg (* 6. August 1990 in Hoorn) ist ein niederländisch-surinamischer Fußballspieler, der seit 2021 beim MVV Maastricht unter Vertrag steht.

## Verein
Alberg kam in der niederländischen Stadt Hoorn auf die Welt und begann hier in der Jugend von De Blokkers ehe er über HVV Hollandia zu AZ Alkmaar ging. 2011 verließ er die Nachwuchsabteilung von AZ und wechselte als Profispieler zu Excelsior Rotterdam. Nach zweieinhalb Jahren für Excelsior wechselte Alberg im Frühjahr 2013 in die türkische Süper Lig zum Aufsteiger Sanica Boru Elazığspor. Nur ein halbes Jahr später kehrte er in die Niederlande zurück, um in der Eredivisie für ADO Den Haag aktiv zu werden. Philadelphia Union, ZSKA Sofia, Hyderabad FC, Roda JC Kerkrade, Hyderabad FC waren dann die folgenden Stationen und seit 2021 spielt er für den MVV Maastricht.

## Nationalmannschaft
2012 kam der Stürmer zu vier Einsätzen in der niederländischen U-20-Auswahl und erzielte dabei einen Treffer. Im März 2021 absolvierte Chery dann zwei WM-Qualifikationsspiele für die surinamische A-Nationalmannschaft sowie im Juni eine Partie während des CONCACAF Gold Cups.

## Sonstiges
Sein Bruder Ibad Muhamadu (* 1982) ist ein ehemaliger Fußballprofi, welcher u. a. für Twente Enschede, Cercle Brügge sowie Dynamo Dresden aktiv war.